# Société des Petites Épées
 (novembre 2024).
Si vous disposez d'ouvrages ou d'articles de référence ou si vous connaissez des sites web de qualité traitant du thème abordé ici, merci de compléter l'article en donnant les références utiles à sa vérifiabilité et en les liant à la section « Notes et références ».

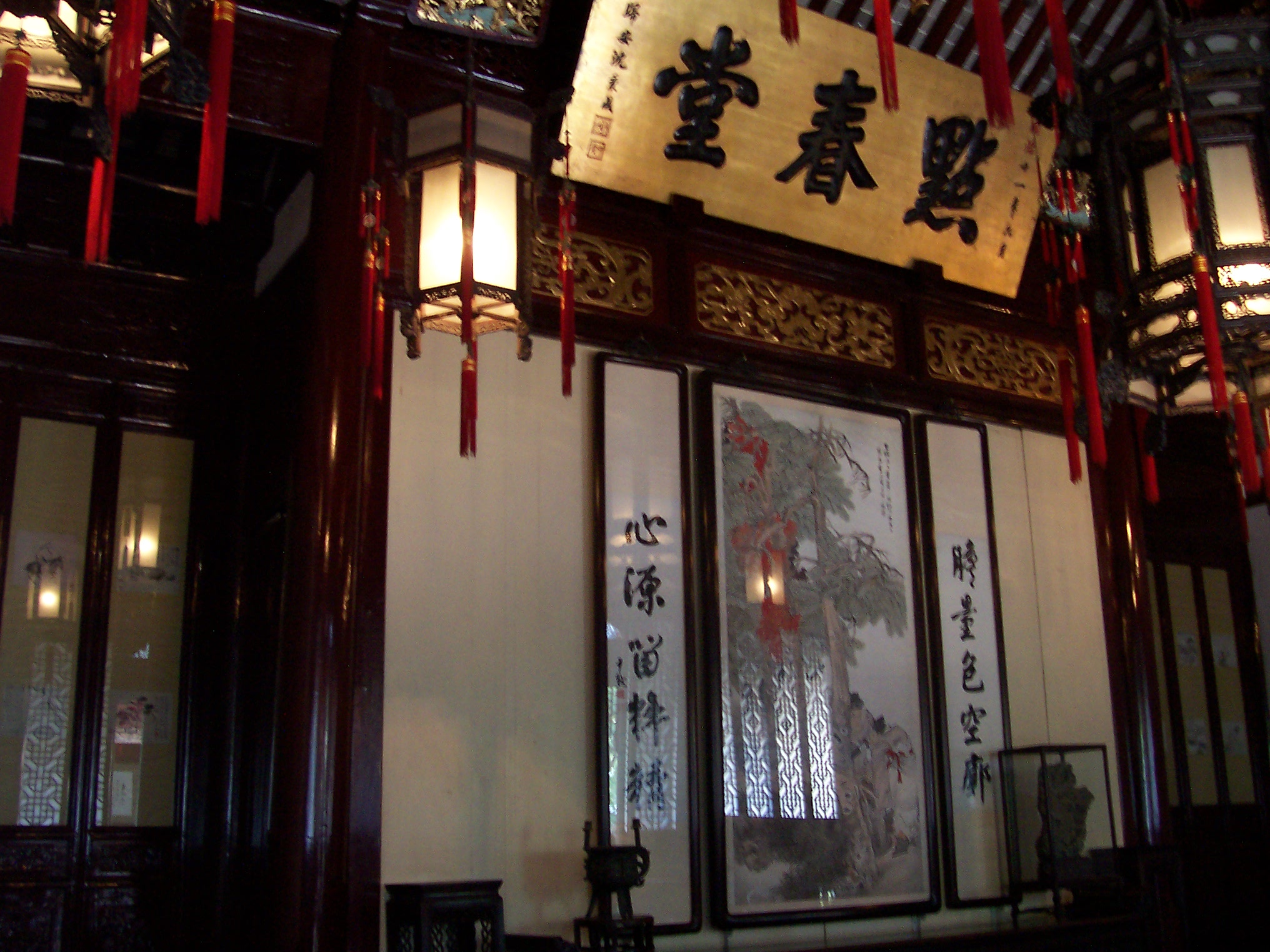
Bâtiment qui servait de quartier-général à la Société des Petites Épées.

La Société des Petites Épées ou Xiao Dao Hui (sinogramme simplifié: 小刀会，Pinyin: Xiăo dāo huì) était une organisation politique et militaire active à Shanghai, en Chine et dans ses environs durant la Révolte des Taiping. Elle était affiliée au gouvernement Taiping, et donc en lutte contre la Dynastie Qing. 
L'organisation est fondée dans les années 1850 durant les bouleversements de la révolte des Taiping. Il s'agit d'un des nombreux groupes rebelles qui se sont soulevés à cette époque, qu'ils soient directement affiliés ou qu'ils proclament leur soutien à l'administration de Taiping. Le nom fait référence aux dagues utilisées par les guerriers et les pratiquants des arts martiaux lors de combats rapprochés. L'organisation est généralement associée aux triades chinoises. La société est constituée essentiellement de natifs de Guangzhou et Fujina, dont Li Shaoqing, Li Xianyun et Pan Yiguo, présidents de certains Huiguan ou autres associations créées à Shanghai.
En 1853, la Société investit la ville fortifiée (chinoise) de Shanghai et la plupart des quartiers chinois de la ville. Ils n'envahissent cependant pas les concessions étrangères. Un grand nombre de réfugiés chinois blessés dans les zones de combats augmente de façon importante la population des concessions étrangères à cette période. Ils donnent lieu au style répandu des maisons Nongtang, Lilong ou Shikumen, qui dominera l'architecture de Shanghai au début du XXe siècle.
Le siège de la Société est situé dans le jardin Yu de Shanghai, au cœur de l'ancienne ville et est aujourd'hui une attraction touristique et un quartier commercial populaire. Un petit musée expose des artefacts de la Société dans le jardin.
Un conflit éclate entre les factions de Fujian et Guangdong à propos du partage du butin engrangé. Dans un premier temps, les autorités britanniques et américaines restent neutres, mais les Français soutiennent le gouvernement impérial. Cependant, certains marins Britanniques et Américains rejoignent la Société des Petites Épées. Quand les troupes Françaises sont envoyées en support des troupes impériales, une situation embarrassante de combat entre Occidentaux s'installe. Les autorités britanniques et américaines déclarent alors que les actions des marins sont illégales et apportent leur soutien aux armées impériales.